# Mumugo
Mumugo is een bestuurslaag in het regentschap Rokan Hilir van de provincie Riau, Indonesië. Mumugo telt 865 inwoners (volkstelling 2010).